# Bi-Elastizität
Bi-Elastizität (nach der lateinischen Vorsilbe bi- für zwei) ist die Fähigkeit textiler Flächengebilde, bei äußeren Belastungen elastisch in Quer- und Längsrichtung zu sein, d. h., dass das textile flächige Material nach der Entlastung wieder voll oder teilweise die Abmessungen vor der Belastung einnimmt.
Die Trageigenschaften von Bekleidungstextilien, wie die Beständigkeit von Ausbeulungen an Knien und Ellenbogen, die Knitterneigung oder allgemein die Form- und Größenstabilität nach deformierenden Beanspruchungen, werden durch die elastischen Eigenschaften beeinflusst. Diese werden wiederum beeinflusst durch die morphologische Struktur der Fasern sowie den konstruktiven Aufbau der Garne und Flächengebilde.
Am besten geeignet das Elastizitätsverhalten der meist mehrachsig beanspruchten textilen Flächengebilde im Gebrauch zu charakterisieren ist die Wölbelastizität, die aus Ergebnissen des Wölbversuchs ermittelt werden kann.